# Runella slithyformis
Runella slithyformis ist eine Art von Bakterien.

## Erscheinungsbild
Bei den Zellen von Runella slithyformis handelt es sich um Stäbchen, die gerade oder gekrümmt sein können. Die Stärke der Krümmung ist unterschiedlich, auch innerhalb ein und derselben Kultur. Bei der Krümmung überdecken sich die zwei Zellenden gelegentlich, wodurch ein Ring entsteht, der Durchmesser des Ringes beträgt 2,0–3,0 μm. Auch Filamente von einer Länge bis zu 14 μm können beobachtet werden. Es können auch spiralförmige Zellen auftreten, wobei zwei bis drei Windungen vorhanden sind.

## Stoffwechsel und Wachstum
Runella slithyformis ist chemo-organotroph, es benötigt zur Ernährung organische Stoffe. Des Weiteren ist es strikt aerob, also auf Sauerstoff angewiesen. Die Art zeigt einen respiratorischen Stoffwechsel (Atmung) mit Sauerstoff als den terminalen Elektronenakzeptor.
Das Bakterium bildet Säure aus Inulin, Maltose und Saccharose. Was die Säurebildung aus Glucose und Ribose angeht, liegen unterschiedlich Ergebnisse vor. Die Ergebnisse von Larkin und Borrall (1984) waren bezüglich der Säurebildung aus Glucose positiv, Raj und Maloy (1990) stellten hingegen eine nur schwache Säurebildung fest, wobei Chelius und Triplett im Jahr 2000 keine Säurebildung aus Glucose feststellten. Auch bezüglich der Säurebildung aus Ribose durch R. slithyformis wurden unterschiedliche Ergebnisse veröffentlicht.
Der Test auf Hydrolyse (Spaltung) von Tributyrin und von Stärke verläuft positiv.
Einige Verbindungen, die nicht hydrolysiert werden, sind z. B. Gelatine, Esculin, Lecithin, Harnstoff und Cellulose. Ebenso negativ verläuft der Methyl-Rot-Test und der Voges-Proskauer-Test. Nitrat wird nicht reduziert. Der Oxidase-Test verläuft positiv, der Katalase-Test nur schwach positiv.
Der GC-Gehalt der DNA beträgt 49 mol%.

## Systematik
Die Art Runella slithyformis zählt zu der Familie Spirosomaceae. Sie ist die erste aufgestellte Art (Typart) ihrer Gattung. Die Erstbeschreibung erfolgte von John M. Larkin und Patricia M. Williams im Jahr 1978. Sie wurde im Süßwasser in der Nähe von Baton, Süd-Louisiana gefunden.
Neben Runella slithyformis sind noch weitere Arten in der Gattung vorhanden, so z. B. Runella zeae und Runella rosea.
Das Genom des Typstamms wurde im Rahmen des GEBA-Projekts (Genomic Encyclopedia of Bacteria and Archaea) vollständig sequenziert.